# Grand Prix automobile de France 1996
GP précédent GP suivant
Le Grand Prix automobile de France 1996 (Grand Prix de France 1996), disputé sur le circuit de Nevers Magny-Cours à 12 km au sud de Nevers le 30 juin 1996, est la 590e épreuve du championnat du monde de Formule 1 courue depuis 1950 et la neuvième manche du championnat 1996.

## Classement
| Pos. | No | Pilote                | Écurie             | Tours | Temps/Abandon                      | Grille | Points |
| ---- | -- | --------------------- | ------------------ | ----- | ---------------------------------- | ------ | ------ |
| 1    | 5  | Damon Hill            | Williams-Renault   | 72    | 1 h 36 min 28 s 795 (190,299 km/h) | 2      | 10     |
| 2    | 6  | Jacques Villeneuve    | Williams-Renault   | 72    | + 8 s 127                          | 6      | 6      |
| 3    | 3  | Jean Alesi            | Benetton-Renault   | 72    | + 46 s 442                         | 3      | 4      |
| 4    | 4  | Gerhard Berger        | Benetton-Renault   | 72    | + 46 s 859                         | 4      | 3      |
| 5    | 7  | Mika Häkkinen         | McLaren-Mercedes   | 72    | + 1 min 02 s 774                   | 5      | 2      |
| 6    | 8  | David Coulthard       | McLaren-Mercedes   | 71    | + 1 tour                           | 7      | 1      |
| 7    | 9  | Olivier Panis         | Ligier-Mugen-Honda | 71    | + 1 tour                           | 9      |        |
| 8    | 12 | Martin Brundle        | Jordan-Peugeot     | 71    | + 1 tour                           | 8      |        |
| 9    | 11 | Rubens Barrichello    | Jordan-Peugeot     | 71    | + 1 tour                           | 10     |        |
| 10   | 19 | Mika Salo             | Tyrrell-Yamaha     | 70    | + 2 tours                          | 13     |        |
| 11   | 16 | Ricardo Rosset        | Arrows-Hart        | 69    | + 3 tours                          | 19     |        |
| 12   | 20 | Pedro Lamy            | Minardi-Ford       | 69    | + 3 tours                          | 18     |        |
| Dsq. | 14 | Johnny Herbert        | Sauber-Ford        | 70    | Aileron Arrière non-conforme       | 16     |        |
| Abd. | 15 | Heinz-Harald Frentzen | Sauber-Ford        | 56    | Accélérateur                       | 12     |        |
| Abd. | 18 | Ukyo Katayama         | Tyrrell-Yamaha     | 33    | Moteur                             | 14     |        |
| Abd. | 22 | Luca Badoer           | Forti-Ford         | 29    | Alimentation                       | 20     |        |
| Abd. | 10 | Pedro Diniz           | Ligier-Mugen-Honda | 28    | Moteur                             | 11     |        |
| Abd. | 17 | Jos Verstappen        | Arrows-Hart        | 10    | Suspension                         | 15     |        |
| Abd. | 2  | Eddie Irvine          | Ferrari            | 5     | Boîte de vitesses                  | 22     |        |
| Abd. | 21 | Giancarlo Fisichella  | Minardi-Ford       | 2     | Pompe à essence                    | 17     |        |
| Abd. | 23 | Andrea Montermini     | Forti-Ford         | 2     | Panne électrique                   | 21     |        |
| Np.  | 1  | Michael Schumacher    | Ferrari            |       | Moteur                             | 1      |        |

## Pole position et record du tour
- Pole position : Michael Schumacher en 1 min 15 s 989 (vitesse moyenne : 201,345 km/h).
- Meilleur tour en course : Jacques Villeneuve en 1 min 18 s 610 au 48e tour (vitesse moyenne : 194,632 km/h).

## Tours en tête
- Damon Hill : 69 (1-27 / 31-72)
- Jacques Villeneuve : 3 (28-30)

## Statistiques
- 19e victoire pour Damon Hill.
- 90e victoire pour Williams en tant que constructeur.
- 81e victoire pour Renault en tant que motoriste.
- 23e et dernière qualification en Grand Prix pour l'écurie Forti Corse.
- Michael Schumacher, victime d'une casse de son moteur Ferrari pendant le tour de formation ne prend pas le départ.
- Eddie Irvine, initialement qualifié dixième, s'est élancé en dernière position car son châssis n'était pas conforme.
- Johnny Herbert est disqualifié car son aileron arrière n'était pas conforme.